# Stélios Goúsios
Stéryios Goúsios (grec moderne : Στέργιος Γούσιος), ou Stélios Goúsios (grec moderne : Στέλιος Γούσιος), né le 16 octobre 1937, à Thessalonique, en Grèce, est un ancien joueur de basket-ball grec. Il évolue au poste de pivot.